# Max Simeoni
Max Simeoni (n. 28 august 1929, Lozzi⁠(d), Provence-Côte d'Azur-Corse⁠(d), Franța – d. 9 septembrie 2023, Bastia, Corse, Franța) a fost un medic și om politic francez de origine corsican. A fost membru al Parlamentului European (MEP) din 1989 până în 1994.

## Viața și cariera
Simeoni a fost ales în Parlamentul European în 1989 ca candidat al Uniunii autonomiste a Poporului Corsican pe lista Verzilor francezi condusă de Antoine Waechter. Asistentul său parlamentar a fost François Alfonsi, care a devenit el însuși europarlamentar în 2009. La fel ca și Djida Tazdaït, celălalt europarlamentar non-verde ales pe listă, el a refuzat să respecte regula garouului Verzilor, prin care fiecare ales trebuie să demisioneze la jumătatea mandatului pentru a preveni profesionalizarea politică. La următoarele alegeri europene din 1994 a condus o listă autonomistă, Régions et peuples solidaires, care nu a reușit să atingă pragul electoral de 5%. Mai târziu a încercat fără succes să fie candidat la alegerile prezidențiale din Franța din 1995.  A fost fratele liderului autonomist corsican Edmond Simeoni.
Max Simeoni a murit pe 9 septembrie 2023, la vârsta de 94 de ani. 